# Antonijs Springovičs
Antonijs Springovičs, né le 1er novembre 1876 à Rēzekne et mort le 1er octobre 1958 à Riga, est un prélat catholique letton, devenu le premier archevêque de Riga en 1923.

## Biographie
Élève du séminaire de Saint-Petersbourg en 1897, il obtient une maîtrise en théologie et est ordonné prêtre par Bolesław Hieronim Kłopotowski, l'archevêque de Moguilev, le 24 juin 1901.
Le 29 septembre 1918, le diocèse de Riga est restauré et Edward O'Rourke en devient le premier évêque. Fragilisé par le fait qu'il ne parle pas letton, celui-ci démissionne en 1920 et le pape Benoît XV nomme Antonijs Springovičs pour le remplacer. Consacré évêque le 22 août 1920, il devient le premier archevêque de Riga le 25 octobre 1923 lorsque le diocèse est élevé au rang d'archidiocèse. Lorsque le diocèse de Liepāja est créé en 1937, Springovičs devient archevêque métropolitain.